# Nokia 7700
Nokia 7700 — коммуникатор компании Nokia. Анонсирован в конце 2003 года.

## Характеристики
- Стандарты: GSM/EDGE 850/900/1800/1900
- Экран: 65536 цветов, 640 x 320 пикселей
- Беспроводные интерфейсы: Bluetooth
- Проводное подключение: USB
- Фото-/Видеокамера: 0.30 млн пикс., 640x480
- Мультимедиа: MP3-плеер
- Память: 25 МБ встроенной динамически распределяемой памяти
- Процессор: 200 МГц
- Слоты расширения: MMC
- Операционная система: Symbian (Symbian 90)
- Батарея: съемный литий-ионный аккумулятор емкостью 1300 мАч
- Время работы при разговоре: 4 ч
- Время автономной работы: 250 ч.